# Цветение одуванчика
«Цветение одуванчика» (укр. Цвітіння кульбаби) — украинский художественный фильм в жанре социальной драмы режиссёра Александра Игнатуши, вышедший в 1992 году.

## Сюжет
Май 1992 года. Украина недавно обрела независимость. Главный герой — молодой сельский парень Юрась, недавно вышедший из тюрьмы. Он живёт с матерью, не может найти себе применение в этой жизни. В результате, страдая от нереализованности, он становится люмпеном и совершает необдуманные поступки, приводящие его к конфликту с милицией.

## В ролях

### В главных ролях
- Александр Миронов — Юрась Бронь
- Лига Гарнака — Лайма
- Анатолий Дьяченко — майор

### В ролях
- Алексей Горбунов — участковый
- Арсений Тимошенко — Иннокентий
- Анна Сумская — мать
- Борис Молодан — дед Михайло
- Богдан Лысенко — Богдан Иванович
- Татьяна Лазарева — почтальон
- Александр Бондаренко — Федосеевич
- Виктор Степаненко — Петров
- Борис Александров — Никитович
- Владимир Ямненко — водитель «Жигулей»
- Леонид Бухтияров — водитель КАМАЗа

### В эпизодах
- В. Балабан
- Р. Власюк
- Л. Гусар
- Вадим Ильенко — милиционер
- Василий Ильяшенко
- Александр Игнатуша
- Н. Ковязина
- Г. Копылец
- Сергей Корниенко
- Светлана Круть
- О. Лащевский
- Виталий Линецкий
- Жанна Северин
- Л. Старчеус
- И. Царьков
- Владимир Цывинский
- Юрий Яковлев
- В. Янко

## Съёмочная группа
- Автор сценария: Олег Мартиян
- Режиссёр-постановщик: Александр Игнатуша
- Оператор-постановщик: Вадим Ильенко
- Художники-постановщики:
  - Ольга Янишевская
  - Пётр Слабинский
- Композитор: Юрий Шевченко
- Инструментальный ансамбль п/у Сергея Малёванного

## Факты
- В фильме звучат песни автора и исполнителя Анатолия Сухого и группы «Рутения»
- Съёмки проходили в селе Нехвороща Новосанжарского района и в Полтаве
- В эпизоде проводов Лаймы, Юра показывает девушке Полтаву. В кадрах фильма Крестовоздвиженский монастырь, памятник Ивану Котляревскому, Поле Полтавской битвы, Монумент Славы
- На протяжении фильма в различных эпизодах по радио звучат фрагменты выступлений первого президента Украины Леонида Кравчука
- По мнению критиков, фильм «Цветение одуванчика» впервые показал современную украинскую деревню. Не ту лубочную, шароварную, писанковую, с хатынками и людынками, а реальную суржиковую